# Otto Croneborg
Otto Ulrik Croneborg, född 31 augusti 1863 i Björsäters församling, Skaraborgs län, död 30 januari 1951 i Danderyds församling, Stockholms län
, var en svensk statstjänsteman. Han var far till Rutger och Adolf Croneborg.

## Biografi
Croneborg var vice häradshövding, amanuens i Riddarhuset 1894–1903, amanuens vid Ecklesiastikdepartementet 1897–1907, kanslersekreterare vid Uppsala universitet 1903–1930 och amanuens vid Kungliga Musikaliska Akademien 1905–1907. Han invaldes i akademien som ledamot 534 den 24 februari 1910.